# Клеменс, Аделаида
Аделаида Клеменс (англ. Adelaide Clemens; род. 30 ноября 1989, Брисбен) — австралийская актриса.

## Биография
Аделаида Клеменс родилась 30 ноября 1989 года в Брисбене, Австралия. Она старшая дочь в семье австралийской медсестры и английского менеджера. Её отец работал в отрасли по производству и продаже алкогольных напитков, и в детстве девочка часто переезжала с места на место вместе с родителями. Будучи ребёнком, жила в Японии, затем семья перебралась во Францию. После жила в Гонконге, где посещала частную школу «Hong Kong International School».
Когда Аделаиде Клеменс исполнилось двенадцать лет, они вернулись в Австралию. К этому времени юная Аделаида имела французское мировоззрение, британский акцент и неисчерпаемую любовь к театру и книгам. Аделаида училась в местной школе, где начала писать одноактные пьесы, выступала в различных театральных постановках, а также создала клуб любителей творчества Шекспира. Она даже не задумывалась о том чтобы стать профессиональной актрисой, пока однажды театральный руководитель не уговорил её пройти прослушивание. В одном из интервью она призналась, что никогда не считала Австралию своим домом, так как слишком много путешествовала в детстве.

## Карьера
Она начала свою карьеру в эфире местного телевидения. В возрасте 17 лет оказалась на Фиджи, где снялась в детском приключенческом телешоу. В 2006 году получила роль Джулиет в популярном австралийском телесериале «Большая волна» («Blue Water High») и сыграла роль Элисон в детском проекте «Пиратские острова: Потерянное сокровище Фиджи» («Pirate Islands: The Lost Treasure of Fiji»). В 2008 году вместе со съёмочной группой работала над созданием мелодрамы «Люби, как я хочу» («Love My Way»), за роль в котором была номинирована на премию «Logie Awards» в категории «Graham Kennedy Award for Most Outstanding New Talent».
В 2008 году Аделаида Клеменс появилась на австралийском канале MTV в драме «Dream Life» наряду с юными голливудскими звёздами Ксавьером Сэмюэлом и Сигрид Торнтон. Затем последовало несколько небольших ролей, после которых Аделаида решила сосредоточиться на своей кинокарьере и в 2009 году решает переехать в Лос-Анжделес. Она начинает ходить по различным кастингам, и в этом же году получает роль в фильме «Люди Икс: Начало. Росомаха» («X-Men Origins: Wolverine»). Через год актриса сыграла роль второго плана в блокбастере «Люди Икс: Начало. Росомаха» и стала лицом ювелирной компании «Jan Logan».
В 2009 году Аделаида Клеменс окончательно перебралась в Лос-Анджелес, где приступила к работе над триллером австралийского производства «Молодым без толку» («Wasted on the Young»), истории о любовном треугольнике из старшеклассников, которая закончилась вооружённым насилием. Её партнерами по съёмочной площадке были Алекс Рассел и Оливер Экланд.
В 2011 году актриса исполнила роль матери-одиночки, склонной к суициду, в триллере «Вампир» («Vampire»).
2012 год стал плодотворным для актрисы. Она сыграла главную роль — девушку-подростка Хизер Мейсон в хорроре «Сайлент Хилл 2» («Silent Hill: Revelation 3D»), благодаря которому получила большую известность. Фильм был снят по мотивам видеоигры. Также Аделаиду Клеменс можно было увидеть в фильме режиссёра Питера Аскина «Certainty», экранизации пьесы Майка О’Малли «Searching for Certainty». Наряду с Греггом Салкиным, Кэри Элвесом и Самантой Мэтис Аделаида Клеменс появилась в драме «Камилла Дикинсон», экранизации одноимённого романа писателя фантаста Мадлен ЛеЭнгл
Актриса также исполнила роль юной суфражистки Валентины Уонноп в британском многосерийном проекте «Конец парада». Клеменс также исполнила роль Кэтрин в драме «Великий Гэтсби» — экранизации одноимённого романа Фрэнсиса Скотта Фицджеральда в постановке База Лурмана.
С 2013 по 2016 год Клеменс играла роль второго плана в сериале «Исправлять ошибки».

## Фильмография
| Год       |     | Русское название                              | Оригинальное название                     | Роль                  |
| --------- | --- | --------------------------------------------- | ----------------------------------------- | --------------------- |
| 2006      | с   | Большая волна                                 | Blue Water High                           | Джульет               |
| 2007      | с   | Пиратские острова: Потерянное сокровище Фиджи | Pirate Islands: The Lost Treasure of Fiji | Элисон                |
| 2007      | с   | Люби, как я хочу                              | Love My Way                               | Харпер                |
| 2008      | с   |                                               | Out of the Blue                           | Фиона                 |
| 2008      | тф  |                                               | Dream Life                                | Роус                  |
| 2009      | ф   | Люди Икс: Начало. Росомаха                    | X-Men Origins: Wolverine                  | Carnival Girl         |
| 2009      | с   | Все святые                                    | All Saints                                | Стефани               |
| 2010      | с   | Тихий океан                                   | The Pacific                               | Registrar Girl        |
| 2010      | кор | У татуировщика                                | At the Tattooist                          | Келли                 |
| 2010      | ф   | Молодым без толку                             | Wasted on the Young                       | Ксандрия              |
| 2010      | с   | Обмани меня                                   | Lie to Me                                 | Меган Кросс           |
| 2011      | ф   | Вампир                                        | Vampire                                   | «Божья коровка»       |
| 2011      | ф   |                                               | Certainty                                 | Деб Каталано          |
| 2012      | ф   | Камилла Дикинсон                              | Camilla Dickinson                         | Камилла Дикинсон      |
| 2012      | ф   | Поколение М                                   | Generation Um…                            | Миа                   |
| 2012      | ф   | Никто не выжил                                | No One Lives                              | Эмма Уорд             |
| 2012      | с   | Конец парада                                  | Parade's End                              | Валентина Уонноп      |
| 2012      | ф   | Сайлент Хилл 2                                | Silent Hill: Revelation 3D                | Хизер Мейсон / Алесса |
| 2013      | ф   | Великий Гэтсби                                | The Great Gatsby                          | Кэтрин                |
| 2013—2016 | с   | Исправлять ошибки                             | Rectify                                   | Тоуни Тэлбот          |
| 2014      | тф  |                                               | Parer's War                               | Мэри Коттер           |
| 2015      | ф   | Мир, созданный без изъяна                     | The World Made Straight                   | Лори                  |
| 2015      | ф   | Автоматическая ненависть                      | The Automatic Hate                        | Алексис Грин          |
| 2017      | ф   |                                               | Avenues                                   | Хэлли                 |
| 2017      | ф   |                                               | Rabbit                                    | Клео                  |
| 2018      | кор |                                               | The Caretaker                             | Сара                  |
| 2018      | мс  | Вольтрон: Легендарный защитник                | Voltron: Legendary Defender               | Мерла                 |
| 2019      | ф   | К звёздам                                     | To the Stars                              | Хейзел Аткинс         |
| 2019      | ф   | Музыка, война и любовь                        | Music, War and Love                       | Рэйчел Рубин          |
| 2020      | с   | Томми                                         | Tommy                                     | Блейк Салливан        |
| 2021      | ф   |                                               | The Swearing Jar                          | Кери                  |
| 2021      | ф   | После жатвы II                                | After the Harvest II                      | Натали                |
| 2022      | с   | Под знаменем небес                            | Under the Banner of Heaven                | Ребекка               |